# Station Whaley Bridge
Whaley Bridge is een spoorwegstation van National Rail in Whaley Bridge, High Peak in Engeland. Het station is eigendom van Network Rail en wordt beheerd door Northern Rail. Het station is geopend in 1863.